# Фосфит калия
Фосфит калия — неорганическое соединение,
соль калия и фосфористой кислоты с формулой K2(HPO3),
бесцветные кристаллы,
растворяется в воде.

## Получение
- Нейтрализация фосфористой кислоты:

{\displaystyle {\mathsf {H_{3}PO_{3}+2KOH\ \xrightarrow {} \ K_{2}HPO_{3}+2H_{2}O}}}

## Физические свойства
Фосфит калия образует бесцветные расплывающийся кристаллы.
Хорошо растворяется в воде,
не растворяется в этаноле.